# Katarisch-portugiesische Beziehungen
Die katarisch-portugiesischen Beziehungen beschreiben das zwischenstaatliche Verhältnis von Katar und Portugal. Die Länder unterhalten seit 1982 direkte diplomatische Beziehungen.
Die heutigen bilateralen Beziehungen sind vergleichsweise schwach ausgeprägt. Auch die regionale Anwesenheit der Portugiesischen Seefahrer im 16. und 17. Jahrhundert hinterließ hier kaum bedeutende Spuren. Zuletzt zeichnete sich eine leichte Annäherung ab, und seit 2021 hat Katar Beobachterstatus in der Gemeinschaft der Portugiesischsprachigen Länder (CPLP).
Seit 2015 bietet die katarische Qatar Airways Direktflüge zwischen den Hauptstädten Doha und Lissabon an, TAP Portugal fliegt bisher nicht direkt nach Katar (Stand April 2017).
Im Jahr 2011 waren elf portugiesische Staatsbürger in Katar konsularisch registriert, während im Jahr 2015 keine Bürger Katars in Portugal gemeldet waren.

## Geschichte

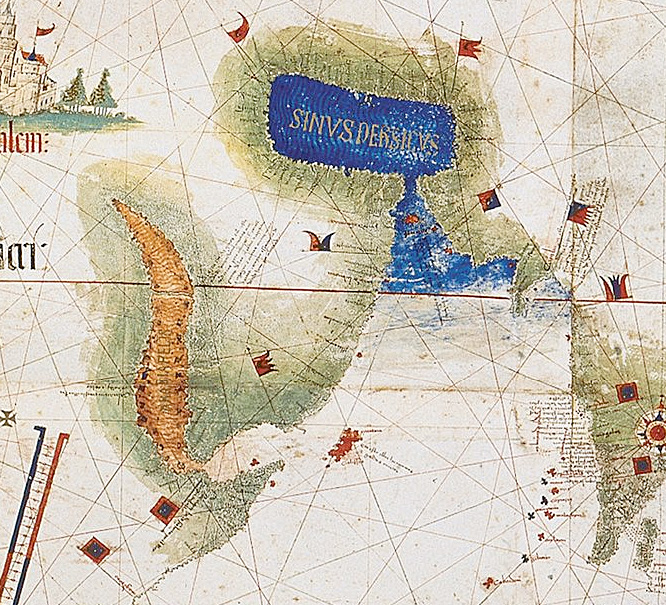
Ausschnitt der Cantino-Planisphäre (1502) mit der Region zwischen Rotem Meer und dem Persischen Golf

Die portugiesische Flotte unter Tristão da Cunha und Afonso de Albuquerque begründete ab 1507 die portugiesische Vorherrschaft im Persischen Golf. Damit blieb auch die Region des heutigen Katars im Einflussgebiet des Portugiesischen Kolonialreichs, das hier jedoch keine größeren Stützpunkte einrichtete.
Die Region wurde von Portugal über seine Besitzung von Hormus, ab 1622 über Maskat kontrolliert. Nachdem 1650 Maskat an die Omanis fiel, verloren die Portugiesen ihre Vormachtstellung in der Region, blieben jedoch mit Schiffen und sporadischen Bündnissen noch bis ins 18. Jahrhundert anwesend, bis die Briten sie schließlich vollends verdrängten.
Katar blieb unter britischem Einfluss und wurde 1971 unabhängig.
Das Estado Novo-Regime in Portugal fand mit der Nelkenrevolution 1974 sein Ende. Das zur Demokratie zurückgekehrte Portugal ordnete danach seine Außenbeziehungen von Grund auf neu, entließ seine Kolonien in die Unabhängigkeit und ging direkte Beziehungen mit einer Vielzahl weiterer Länder ein. 
Katar und Portugal nahmen am 1. Mai 1982 diplomatische Beziehungen auf, am 4. Dezember 1989 akkreditierte sich mit Portugals Botschafter in Saudi-Arabien, José Manuel de Matos Parreira, erstmals ein portugiesischer Vertreter in Katar. Eine eigene Botschaft richtete Portugal dort 2011 ein.
Katar eröffnete seine Botschaft in Portugal 2012, Adel Ali al-Khal wurde am 10. Januar 2012 erster katarischer Botschafter in Lissabon.

## Diplomatie
Portugal unterhält seine Botschaft im Aamal Tower an der West Bay in der katarischen Hauptstadt Doha. Weitere Konsulate Portugals sind nicht eingerichtet.
Die Botschaft Katars residiert in der Avenida do Restelo Nummer 34 im Lissabonner Stadtteil Belém. Auch Katar unterhält keine weiteren Konsulate.

## Wirtschaft

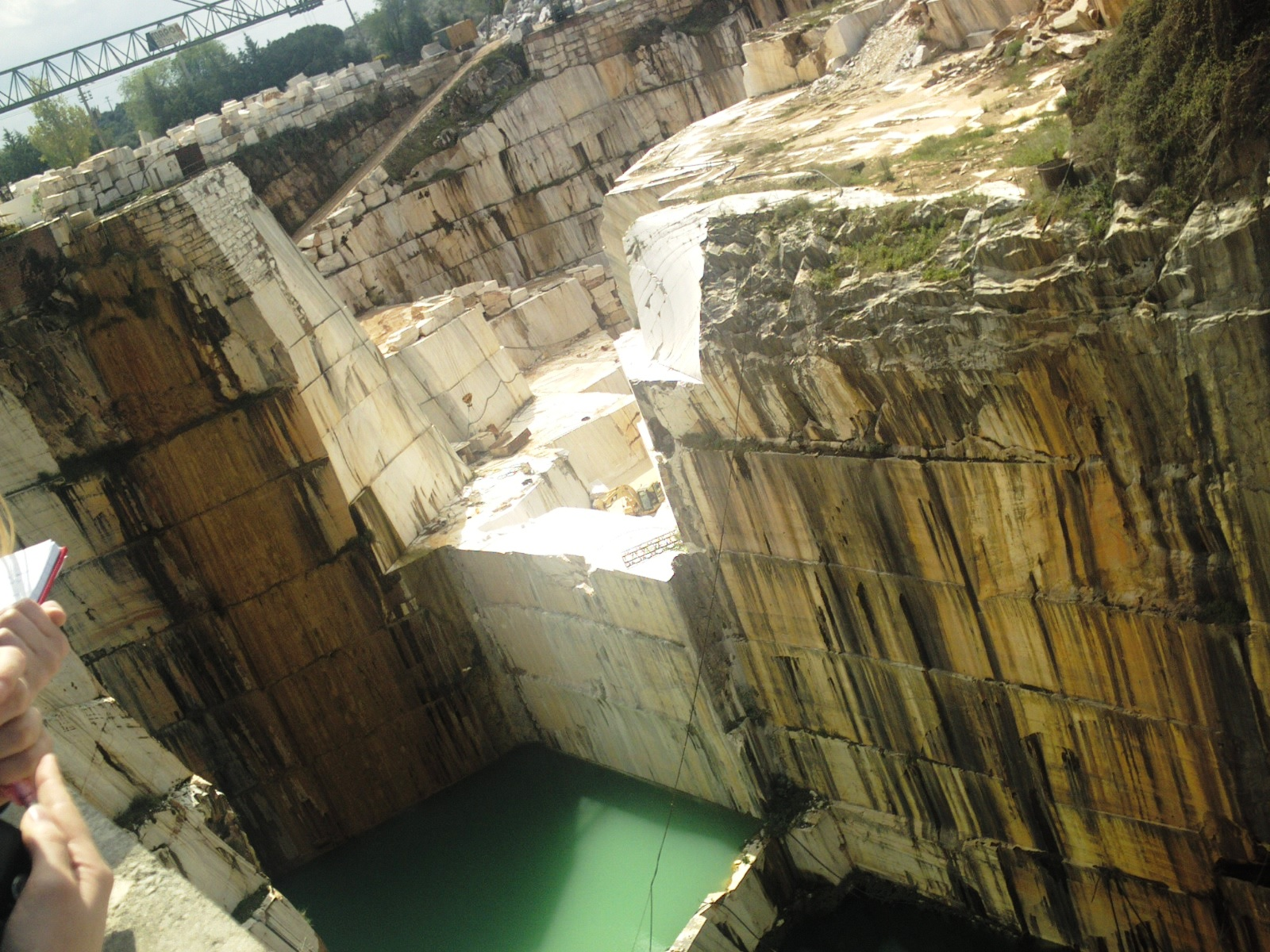
Steinbruch bei Estremoz: zu den wichtigsten Ausfuhren Portugals nach Katar gehört Marmor.

Die portugiesische Außenhandelskammer AICEP unterhält eine Niederlassung in der katarischen Hauptstadt Doha.
Im Jahr 2016 exportierte Portugal Waren im Wert von 28,6 Mio. Euro nach Katar (2015: 17,8 Mio.; 2014: 19,1 Mio.; 2013: 14,3 Mio.; 2012: 12,7 Mio.), davon 35,1 % Minerale und Erze, 10,4 % Bekleidung, 7,2 % Maschinen und Geräte und 5,2 % Kork und Holz.
Im gleichen Zeitraum lieferte Katar Waren im Wert von 13,9 Mio. Euro an Portugal (2015: 19,1 Mio.; 2014: 16,9 Mio.; 2013: 132,7 Mio.; 2012: 64,4 Mio.), davon 93,9 % Kunststoffe (insbesondere Polyethylene und Polypropylene), 3,5 % chemische Produkte und 1,5 % Bekleidung.
Damit stand Katar für den portugiesischen Außenhandel an 68. Stelle als Abnehmer und an 87. Stelle als Lieferant, während Portugal im katarischen Außenhandel an 48. Stelle sowohl unter den Abnehmern als auch unter den Lieferanten stand.

## Sport
Die Katarische Fußballnationalmannschaft und die Nationalelf Portugals haben bisher zweimal gegeneinander gespielt, erstmals im Rahmen eines Freundschaftsspiels am 4. September 2021. Sowohl dieses als auch das am 9. Oktober 2021 folgende Freundschaftsspiel konnte Portugal für sich entscheiden (Stand Januar 2023).
Bei der Junioren-WM 1995 in Katar belegte die Portugiesische U-20-Nationalmannschaft den dritten Platz. Bei der Junioren-WM 1991 zuvor in Portugal war Katar nicht vertreten.
Bei der WM 2022 in Katar trafen Portugal und der Gastgeber nicht aufeinander. Katar schied nach der Vorrunde aus, Portugal unterlag im Viertelfinale.
Portugiesische Fußballtrainer wirken häufig auch in Katar. Rui Faria etwa war von 2019 bis 2020 Trainer des al-Duhail SC, wo seit 2013 João Sacramento Co-Trainer ist. Beim Topklub al-Sadd Sports Club waren bereits Jesualdo Ferreira (2015–2019) und Bruno Pinheiro (2023) Cheftrainer, seit 2022 ist Pedro Martins der bereits dritte portugiesische Trainer des al-Gharafa Sports Club, und seit 2023 trainiert Leonardo Jardim den al-Rayyan SC.